# José Limón
José Arcadio Limón (Culiacán, 12 gennaio 1908 – Flemington, 2 dicembre 1972) è stato un danzatore e coreografo messicano di danza moderna.
Vissuto negli Stati Uniti d'America, ha profondamente rivoluzionato la danza e le tecniche di movimento corporeo.

## Biografia
Il padre era il direttore dell'Accademia di Musica di Culiacán e il piccolo José, il più anziano di 12 figli, imparò ad amare il teatro proprio mentre viveva in Messico. Amava soprattutto le danze e i combattimenti dei tori e il padre, grazie alla carica che ricopriva nell'accademia nazionale, aveva l'accesso privilegiato a quegli eventi.
Emigrò da bambino con la famiglia dal Messico verso gli Stati Uniti, dove poté studiare presso la Lincoln High School e proseguire la formazione universitaria presso la University of California Los Angeles (UCLA) per poi trasferirsi a New York nel 1928, immediatamente prima della crisi del '29. Nella metropoli nord americana avvenne il folgorante incontro con la danza. Limón raccontò spesso del primo spettacolo di danza cui assistette: "Ciò che vidi semplicemente rivoluzionò la mia vita". Il recital ispiratore pare fosse di Harald Kreutzberg e Yvonne Georgi, anche se i coreografi e danzatori tedeschi avrebbero intrapreso un tour a New York nel 1929, un anno dopo l'arrivo di Limón nella Grande Mela.
Dopo aver assistito per la prima volta ad uno spettacolo di danza decide di iniziare a studiare l'arte di Tersicore presso la scuola di Doris Humphrey e Charles Weidman. Nella compagnia Humphrey-Weidman "eccelle come interprete notevolissimo: il suo straordinario vigore espressivo rivela una personalità creativa non comune, ed è la stessa Doris Humphrey a incoraggiarlo verso la coreografia". Nel 1946 fondò la José Limón Dance Company, con Doris Humphrey a ricoprire il ruolo di direttore artistico. La sua coreografia più nota è La pavana del Moro (The Moor's Pavane 1949) ispirata all'Otello di Shakespeare, tanto che nel 1969 venne inserita nel repertorio dell'American Ballet Theatre.

## Coreografie
- La Malinche (1949)
- The Moor's Pavane (1949)
- The Visitation (1952)
- The Traitor (1954)
- There is a Time (1956)
- Missa Brevis (1958)
- A Choreographic Offering (1964)
- La Piñata (1969)
- The Unsung (1970)
- Dances for Isadora (1971)
- Chaconne (1971)

## La tecnica Limón
La tecnica Limón è forse ancor più nota delle sue coreografie. Di diretta derivazione dalla tecnica di Doris Humphrey, nasce come "tecnica Humphrey-Limón" ed è considerata una delle basi degli stili modern e contemporary, tanto che è attualmente insegnata nella quasi totalità delle scuole di danza europee e americane. La sua tecnica si sviluppa attraverso una suddivisione in isolamenti di impulsi localizzati, indirizzati in tutte le direzioni.  Negli esercizi di riscaldamento viene usata anche la tecnica classica, tuttavia il movimento è sempre generato dal centro del corpo. Ne risulta uno stile molto dinamico.
"La tecnica che sviluppò Limón deve molto ai concetti di Humphrey di 'fall and recovery' e all'importanza di ritmi basati sulla respirazione, ma in più Limón ha fatto esperimenti con le varie parti del corpo che si muovono indipendentemente una dall'altra: 'gli strumenti (braccia, gambe, testa) che compongono l'orchestra (il corpo)'".